# سازمان غذا و دارو (آمریکا)
ادارهٔ مواد غذایی و دارویی ایالات متحدهٔ آمریکا یا سازمان غذا و داروی آمریکا که ترجمه اصیل آن مدیریت غذا و داروی ایالات متحده است(به انگلیسی: Food and Drug Administration) مشهور به اف‌دی‌اِی (FDA) یکی از نهاد های وابسته به وزارت بهداشت و خدمات انسانی ایالات متحدهٔ آمریکا می‌باشد. سازمان غذا و داروی ایالات متحده یک آژانس فدرال زیرمجموعه وزارت بهداشت و خدمات انسانی آمریکا است که مسئول حفاظت و ارتقای سلامت عمومی از طریق کنترل و نظارت بر ایمنی مواد غذایی، محصولات تنباکو، محصولات کافئین دار، مکمل های غذایی، داروهای تجویزی و بدون نسخه دارویی(OTC)، واکسن ها، بیوداروها، انتقال خون، دستگاه های پزشکی و... است. همچنین دستگاه های ساطع کننده تشعشعات الکترومغناطیسی (ERED)، لوازم آرایشی، مواد غذایی و خوراک دام و محصولات دامپزشکی است. همچنین هر دارویی که در سطح جهان به خصوص داخل آمریکا از سوی دانشمندان و شرکت‌ های داروسازی کشف و ساخته می‌گردد بایستی حتما مجوز FDA را دریافت کند. دریافت این مجوز علاوه بر نشانه بازدهی درمانی خوب و عوارض کم تا حداکثر نه چندان زیاد آن، کیفیت مناسب، افزایش فروش و صادرات آن دارو یا فرآورده غذایی به دلیل اطمینان شرکت‌های داروسازی از آن، یک گواهینامه فوق معتبر طلایی برای شرکت، داروساز، شیمی‌دان، پزشک و نظیر آنها محسوب می شود. همچنین در برخی کشورها که روابط عمدتاً آکادمیکی با آمریکا ندارند مثل ایران هر دارو و انواع تجهیزات پزشکی و مواد خوراکی، برای اینکه روانه بازار شود حتی اگر گواهی مجاز FDA داشته باشد باید از سوی سازمان غذا و داروی جمهوری اسلامی ایران که زیرنظر وزارت بهداشت، درمان و آموزش پزشکی فعالیت می‌کند بررسی شده و جواز آن صادر شود. انواع داروها و مواد غذایی داخلی نیز برای عرضه نیازمند دریافت گواهی اِف.دی.اِی ایران هستند. 
FDA مسئول حفظ و ارتقای سطح سلامت جامعه از طریق تنظیم و نظارت بر ایمنی مواد غذایی، محصولات تنباکویی، مکمل‌های غذایی، واکسن، تزریق خون، دستگاه‌های پزشکی، دستگاه‌های ساطع اشعه الکترومغناطیس (ERED)، محصولات دامپزشکی و لوازم آرایشی است.
مدرک FDA یک گواهینامه بین‌المللی است که از طریق سازمان دارو و غذای آمریکا جهت تولیدکنندگان محصولات غذایی، دارویی و پزشکی سر تا سر جهان صادر می‌شود. این مدرک به منزله به رسمیت شناختن شرکت تولیدکننده توسط FDA، در خصوص بهداشتی بودن و سلامت عمومی محصولات آن شرکت بوده و حکم مجوز ورود محصولات آن شرکت را به آمریکا دارا است.
همچنین این گواهینامه با توجه به شناخته شده بودن نام FDA آمریکا برای کلیهٔ کشورهای جهان و جایگاه این سازمان در تبیین و ارائه استانداردهای مربوط به محصولات غذایی و دارویی می‌تواند نقش به‌سزائی در جلب نظر مشتریان خارجی و داخلی جهت صادرات و فروش داشته باشد.تمرکز اصلی FDA بر اجرای قانون فدرال غذا، دارو و آرایشی و بهداشتی (FD&C) است، اما این آژانس قوانین دیگری را نیز اجرا می کند، به ویژه بخش ۳۶۱ قانون خدمات بهداشت عمومی، و همچنین مقررات مرتبط. بخش عمده ای از این کار نظارتی-اجرای مستقیماً به غذا یا دارو مربوط نمی شود، بلکه شامل مواردی مانند تنظیم لیزر، تلفن های همراه و کاندوم و همچنین کنترل بیماری در زمینه های مختلف از حیوانات خانگی گرفته تا اسپرم انسان اهدایی برای استفاده در کمک می شود. (تولید مثل).
FDA توسط کمیسر غذا و دارو هدایت می شود که توسط رئیس جمهور با مشورت و موافقت مجلس سنای آمریکا منصوب می شود. کمیسر به وزیر بهداشت و خدمات انسانی آمریکا گزارش می دهد. از ۱۷ فوریه ۲۰۲۲، رابرت کالیف کمیسر فعلی است.
دفتر مرکزی سازمان غذا و دارو در وایت اوک ثبت نشده، مریلند است. آژانس همچنین دارای ۲۲۳ دفتر میدانی و ۱۳ آزمایشگاه واقع در ۵۰ ایالت، جزایر ویرجین ایالات متحده، و پورتوریکو است. در سال ۲۰۰۸، FDA شروع به ارسال کارمندان به کشورهای خارجی از جمله چین، هند، کاستاریکا، شیلی، بلژیک و بریتانیا کرد.

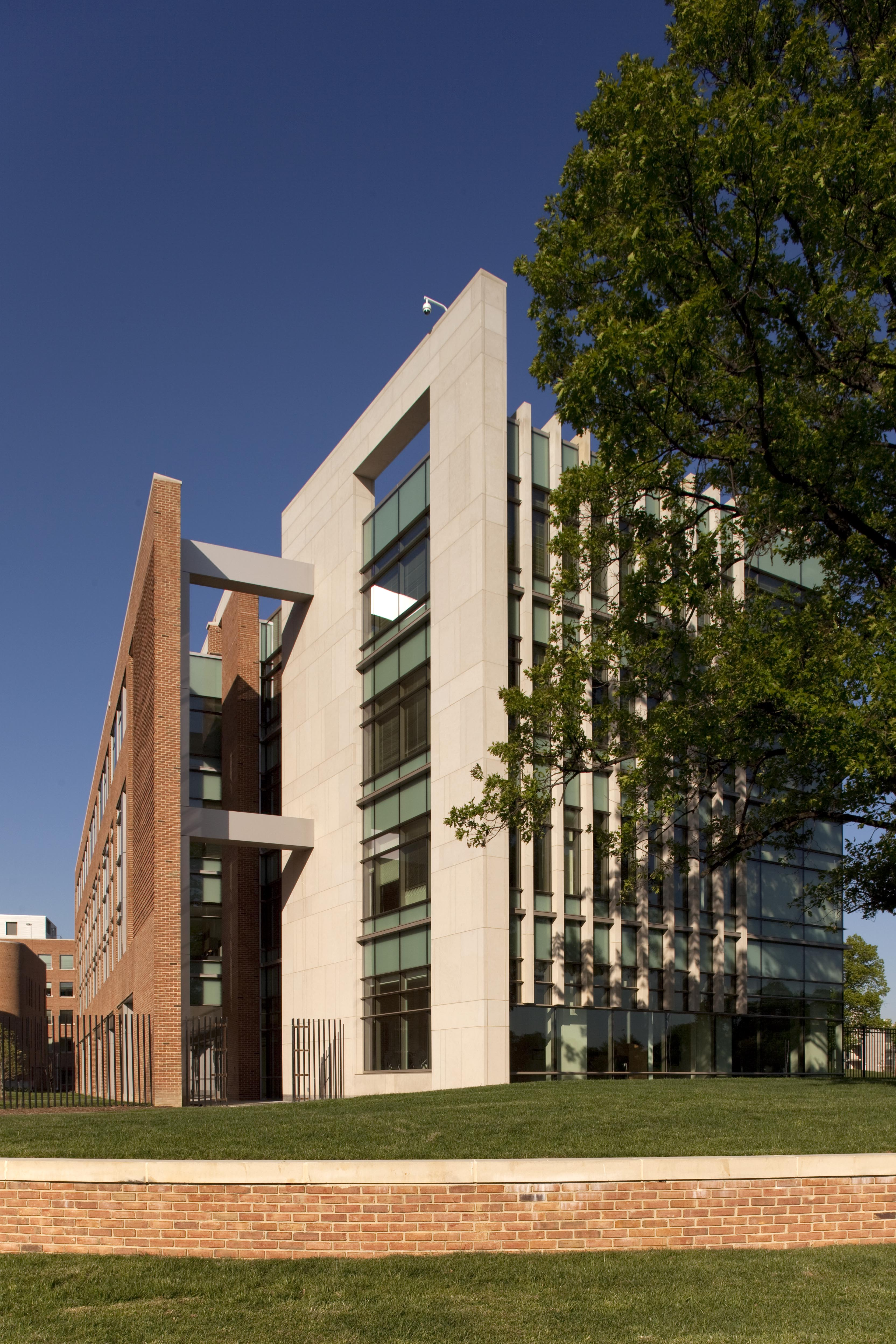

- ساختمان ۳۱ اف‌دی‌اِی دارای دفتر کمیسر و دفتر تنظیم مقررات بهداشت و خدمات انسانی است. این آژانس از چهارده مرکز و دفتر تشکیل شده است.[۳]

## ساختار سازمانی
- وزارت بهداشت و خدمات انسانی
  - سازمان غذا و داروی آمریکا
    - دفتر کمیسر
      - دفتر مشاور ارشد
        - دفتر تحول دیجیتال

و...

## محل

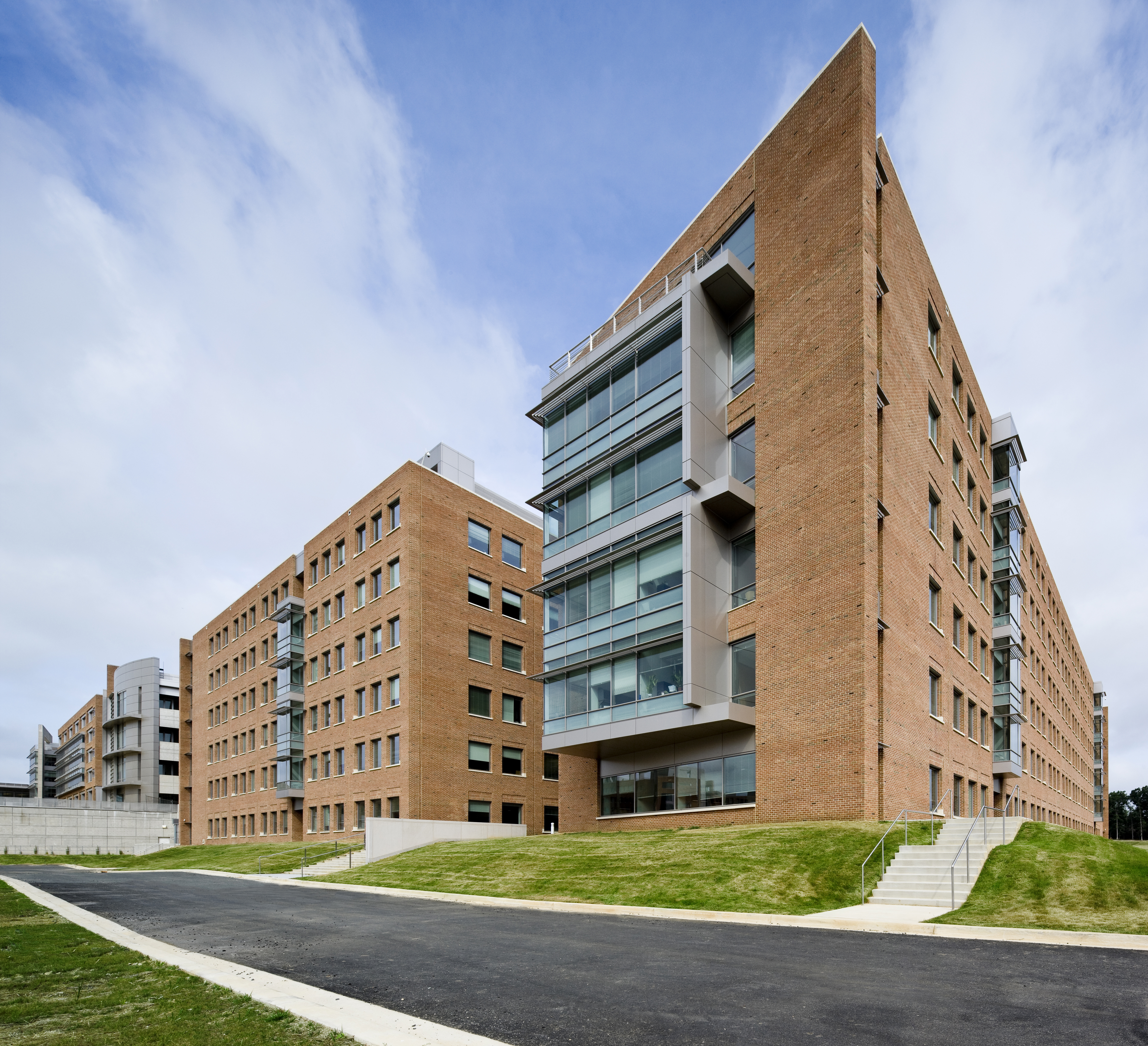

- ساختمان شصت و شش اف‌دی‌اِی مرکز تجهیزات و سلامت رادیولوژیک را در خود جای داده است.[۵]

### مرکز فرماندهی
- تاسیسات دفتر مرکزی FDA در حال حاضر در شهرستان مونتگومری و شهرستان پرنس جورج، مریلند واقع شده است.[۶]

### مرکز تحقیقات فدرال واقع در وایت اوک
از سال ۱۹۹۰، FDA کارمندان و امکاناتی در ۱۳۰ هکتار (۵۳ جریب) از مرکز تحقیقات فدرال وایت اوک در منطقه وایت اوک در سیلور اسپرینگ، مریلند داشته است. در سال ۲۰۰۱، اداره خدمات عمومی (GSA) ساخت و ساز جدیدی را در محوطه دانشگاه آغاز کرد تا ۲۵ عملیات موجود FDA در منطقه شهری واشنگتن، دفتر مرکزی آن در راکویل و چندین ساختمان اداری عدم یکپارچه را یکپارچه کند. اولین ساختمان، آزمایشگاه علوم زیستی، اختصاص داده شد و با ۱۰۴ کارمند در دسامبر ۲۰۰۳ افتتاح شد. از دسامبر ۲۰۱۸، پردیس FDA دارای جمعیتی بالغ بر بیش از ۱۰ هزار کارمند است که در حدود ۳۸۰۰۰۰۰ فوت مربع (۳۵۰۰۰۰ متر مربع) فضا، تقسیم شده است. ده دفتر و چهار ساختمان آزمایشگاه. این پردیس دارای دفتر کمیسیونر (OC)، دفتر امور نظارتی (ORA)، مرکز ارزیابی و تحقیقات دارویی (CDER)، مرکز دستگاه‌ها و سلامت رادیولوژیک (CDRH)، مرکز ارزیابی و تحقیقات بیولوژیکی (CBER) و دفاتر مرکز دامپزشکی (CVM)است.
با تصویب قانون مجوز مجدد FDA در سال ۲۰۱۷، FDA افزایش ۶۴ درصدی کارکنان را به ۱۸۰۰۰ نفر در ۱۵ سال آینده پیش بینی کرده است و می خواهد تقریباً ۱۶۰ هزار فوت مربع (۱۵ هزار متر مربع) فضای اداری و کاربری ویژه را به امکانات موجود خود اضافه کند. کمیسیون برنامه ریزی سرمایه ملی در دسامبر ۲۰۱۸ طرح جامع جدیدی را برای این توسعه تصویب کرد، و انتظار می رود که ساخت و ساز تا سال ۲۰۳۵ تکمیل شود، وابسته به اعتبارات GSA.

### مکان های میدانی

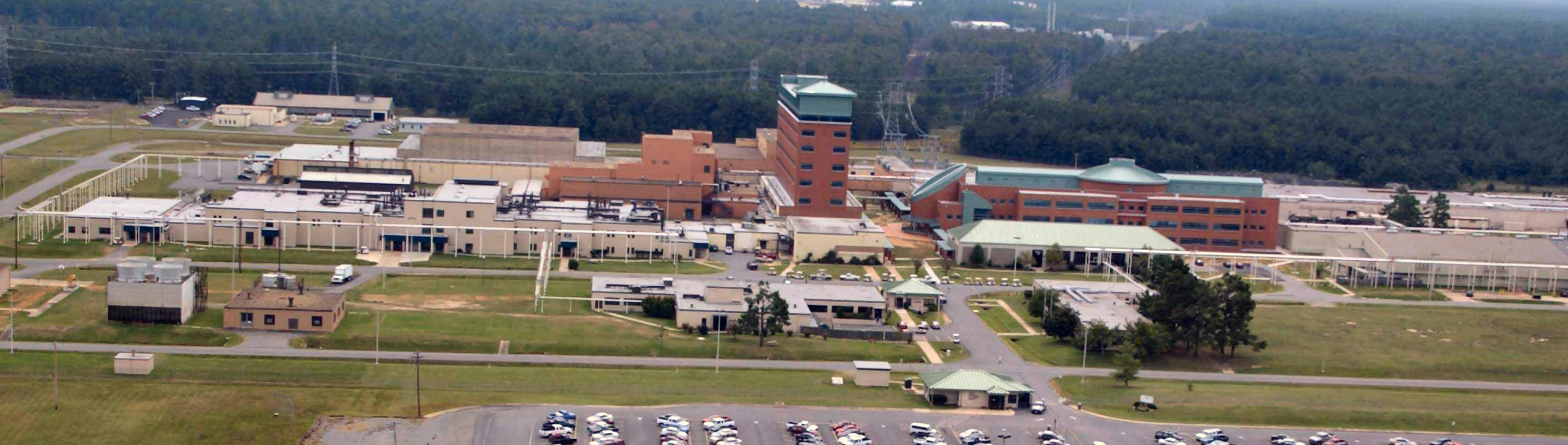

- آزمایشگاه آرکانزاس در جفرسون، آرکانزاس مقر مرکز ملی تحقیقات سم شناسی است.[۸]